# بي بي إن للتكنولوجيا (شركة)
 بي بي إن للتكنولوجيا (بالإنجليزية:  Bolt, Beranek and Newman (BBN) Technologies)‏ هي شركة تقنية مُتقدّمة أميركيّة تقدّم خدمات البحث والتطوير، مقرّها في كامبريدج في ولاية ماساشوستس في الولايات المُتحدة الأميركية. هذه الشركة هي مُتعاقد عسكري، بشكلٍ أساسيّ مع وكالة مشاريع البحوث المتطورة الدفاعية (DARPA)، اشتهرت الشركة عندما قدّمت تحليلاً للصوت أمام لجنة التحقيقات الخاصّة بالاغتيالات في قضية جون كينيدي. غالباً ما كان يُشار إلى الشركة في الخمسينيات والستينيات بأنّها الجامعة الثالثة في كامبريدج بعد معهد ماساشوستس للتكنولوجيا وهارفارد. في عام 1966م مُنحت الشركة ميدالية فرانكلين براون من معهد فرانكلين لإنجازاتها في مجال الصوتيّات.
يُنسب الفضل في تطوير البريد الإلكتروني إلى راي توملينسون الذي كان موظفاً في الشركة وذلك في العام 1971م. في 24 نيسان 1985م حجزت الشركة اسم النطاق (bbn.com) ليكون ثاني أقدم نطاق تمّ ججزُه في شبكة الإنترنت. في عام 2009م جرى امتلاك الشركة من قبل رايثيون. في عام 2011، جرى منح الشركة القلادة الوطنية للتكنولوجيا والابتكار بسبب ابتكاراتها المُستمرة والأولى من نوعها في مجال أنظمة الصوتيّات ومعالجة الإشارة والمعلوماتية.

## نبّذة تاريخيّة
لعبت شركة بي بي إن للتكنولوجيا دوراً هاماً في تطوّر علم الصوتيات وعلوم الحاسب المُختلفة، وبشكلٍ أساسيّ الشبكات والحوسبة التفرعيّة وهي تقود اليوم عدداً من الأبحاث الرائدة في العديد من المجالات أهمُها الفيزياء الكميّة والحوسبة السحابيّة وغيرها.
عمل في الشركة عدد من ألمع العلماء والباحثين في تقنيات الحاسب منهم: دانيال بوبرو ورون بارتشمان (Ron Brachman) وجون سيلي براون (John Seely Brown) وإدموند كلارك وآلان كولينز (Allan Collins) وجون كوران (John Curran) ووالي فيورزيغ (Wally Feurzeig) وويليام كروثر (William Crowther) وادوارد فردكين وروبرت خان وجوزيف ليكيدر (Joseph Licklider) وجون مكارثي ومارفن مينسكي ودانيل مورفي (Daniel Murphy) وسيفيرو أورنشتاين (Severo Ornstein) وسيمور بابيرت وأوليفر سيلفريدج (Oliver Selfridge) وراي توملينسون وبيتر زاتكو (Peiter Zatko).

### النشأة والازدهار

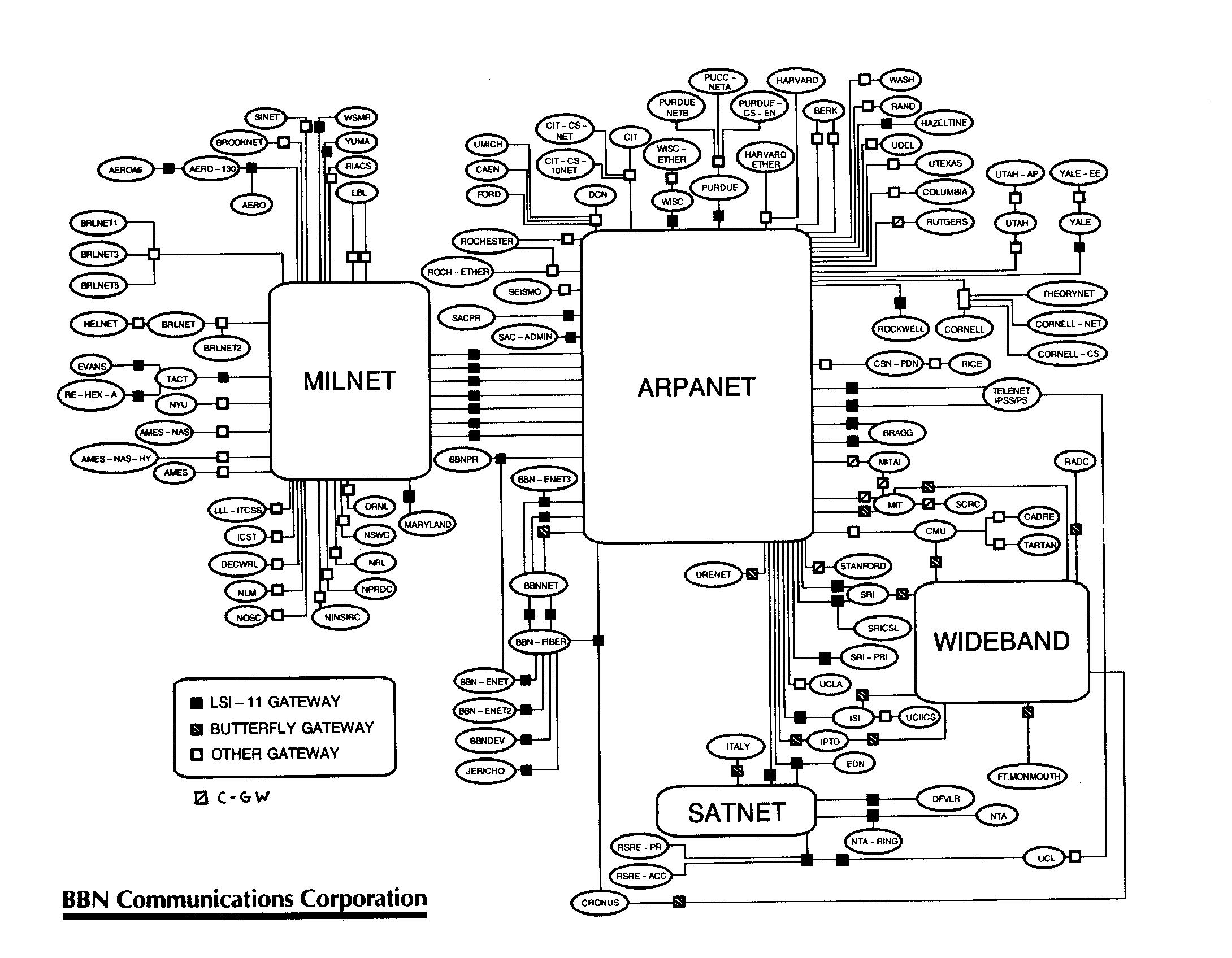
مُخطط يوضح ارتباط الشبكات المُختلفة التي أشرفت عليها شركة بي بي إن للتكنولوجيا في الفترة بين نهاية عام 1985م وبداية العام 1986م

تأسست الشركة في عام 1948م، على يد ليو بيرانك وريتشارد بولت الأستاذين في معهد ماساشوستس للتكنولوجيا، بالإضافة لأحد طلاب بولت الذي يُدعى روبرت نيومن (Robert Newman)، وقد حصلت الشركة على اسمها بأخذ الحرف الأول من أسماء مُؤسسيها، بيرانك وبولت ونيومن. ابتدأت الشركة العمل في تقديم الاستشارات في مجال الصوتيّات، وحصلت على عقدها الأول من الجمعية العامة للأمم المتحدة وكان استشارة لتصميم نظام الصوت في صالة الجمعية في نيويورك. ثُمّ الاستشارة الصوتية لصالة كيرساج (Kresge Auditorium) في معهد ماساشوستس للتكنولوجيا في العام 1954م، ومسرح تانغلود المفتوح في العام 1959م، وصالة ديفيد جيفن في مركز لينكولن للفنون في العام 1964م، والمركز الثقافي الفلبيني في مانيلا في العام 1969م، وقاعة أوركسترا جوزيف ميرهوف في بالتيمور في العام 1978م.
قدّم خبراء الشركة مُساعدة للسلطات القضائيّة في اثنين من أكبر التحقيقات التي جرت في السبعينيات في الولايات المُتحدة، الأول هو التحقيق اغتيال الرئيس جون كيندي والثاني هو التحقيق في فضيحة ووترغيت.
سمحت الإنجازات في مجال الصوتيات بتوسّع في الأعمال والدخول مجال الحوسبة، وكان الشركة رائدة في تطوير نماذج الحاسب للطرقات ولضجيج الطيران وتصميم حواجز الضجيج بقرب الطرق السريعة. في أواخر الخمسينيات وأوائل الستينيات من القرن العشرين اشترت الشركة عدد من الحواسب، وتحديداً أول حواسب تمّ إنتاجها من النوع (PDP-1) بواسطة ديجيتال إكوبمينت. لاحقاً، انخرطت شركة بي بي إن للتكنولوجيا في بناء أو إدارة عدد من الشبكات التي سبقت شبكة الإنترنت، وتضمّن ذلك شبكة الأربانت وشبكة علوم الحاسوب (CSNET) وشبكة نير نت (NEARnet) وشبكة ميل نت (MILNET).

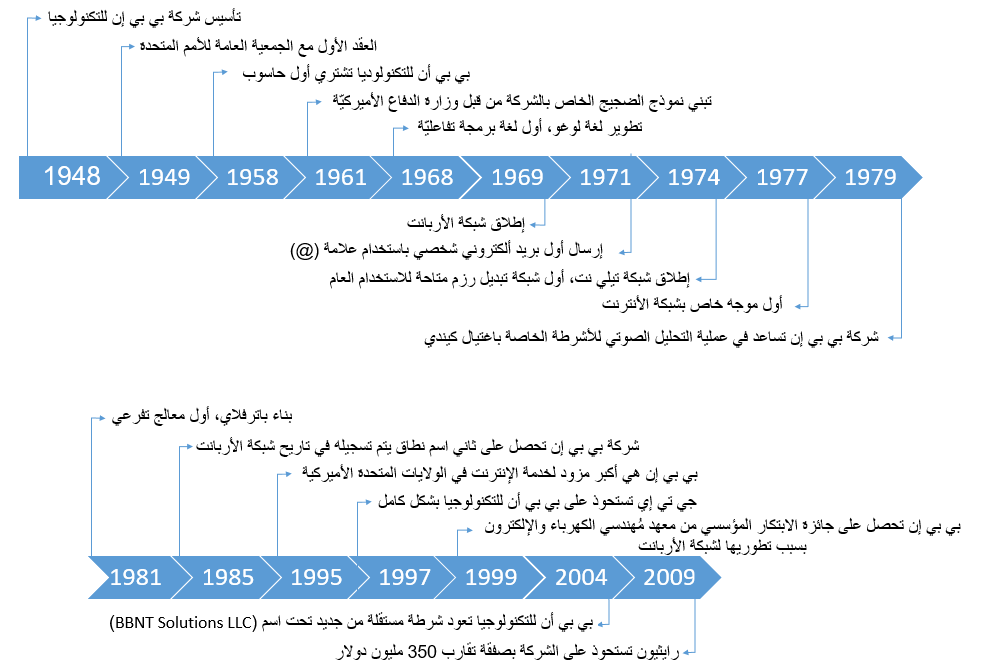
الخط الزمني لشركة بي بي إن للتكنولوجيا (1948-).

في عام 1974م، أطلقت بي بي إن للتكنولوجيا شبكة تيلي نت (Telenet)، لتكون أول شبكة تبديل رزم متاحة للاستخدام العام.
في عام 1989م، انفصل قسم الاستشارات الصوتيّة عن الشركة، وأسس شركة خاصة مُستقلة هي شركة أيسنتيك (Acentech Incorporated)، ومقرها كامبريدج أيضاً.
في بداية التسعينيات شغّلت الشركة مُزود خدمة إنترنت خاص بها، وتحوّلت في العام 1995 إلى أكبر مزود خدمة إنترنت محلي في الولايات المتحدة.

### التفكك والاستحواذ
في عام 1997م، استحوذت شركة جي تي إي (GTE) على الشركة بشكلٍ كاملٍ بصفقة بلغت قيمتها (616) مليون دولار، وأصبحت بي بي أن للتكنولوجيا تشغّل شبكة الألياف البصريّة الخاصّة بشركة جي تي إي.
في عام 2000م، اندمجت جي تي إي مع شركة بيل أتلانتك تحت مُسمى فيرايزون للاتصالات، وتمّ فصل مزود الخدمة الخاصّ بشركة بي بي أن ليصبح شركة مستقلة اسمها جينيوتي (Genuity)، لاحقاً في العام 2003 استحوذت شركة ليفل 3 للاتصالات (Level 3 Communications) على جينيوتي لإنقاذها من الإفلاس. في العام 2004، باعت شركة فيرايزون للاتصالات القسم المتبقي من شركة بي بي أن، والتي أصبحت تُعرف بالاسم (BBNT Solutions LLC) عدد من المستثمرين المستقلين من شركات أسيل بارتنرز (Accel Partners) وجينرال كاتاليست (General Catalyst) وإن كيو تيل (In-Q-Tel) بالإضافة لمُستثمرين من داخل الشركة نفسها، وأصبحت الشركة مُستقلة من جديد لخمس سنوات تاليّة.
في يونيو 2008م، استحوذت شركة بي بي إن على شركة ديجتال فورس تكنولوجيز (Digital Force Technologies) بعد اتفاق حيازة استراتيجيّ.
في سبتمبر عام 2009م، أعلنت شركة رايثيون توصّلها لاتفاق للاستحواذ بشكلٍ كاملٍ على شركة بي بي أن للتكنولوجيا، وتمت عملية الاستحواذ مع نهاية شهر أوكتوبر من نفس العام، حيث أُغلقت الصفقة بمبلغ يُقارب 350 مليون دولار.
في ديسمبر 2014، أصبح طلب اسم النطاق الخاص بالشركة (bbn.com)، وهو ثاني أقدم اسم مُسجل في تاريخ شبكة الإنترنت، يُعيد توجيه المُتصفّح نحو الرابط:(www.raytheon.com/ourcompany/bbn/).

## تقنيات الحوسبة

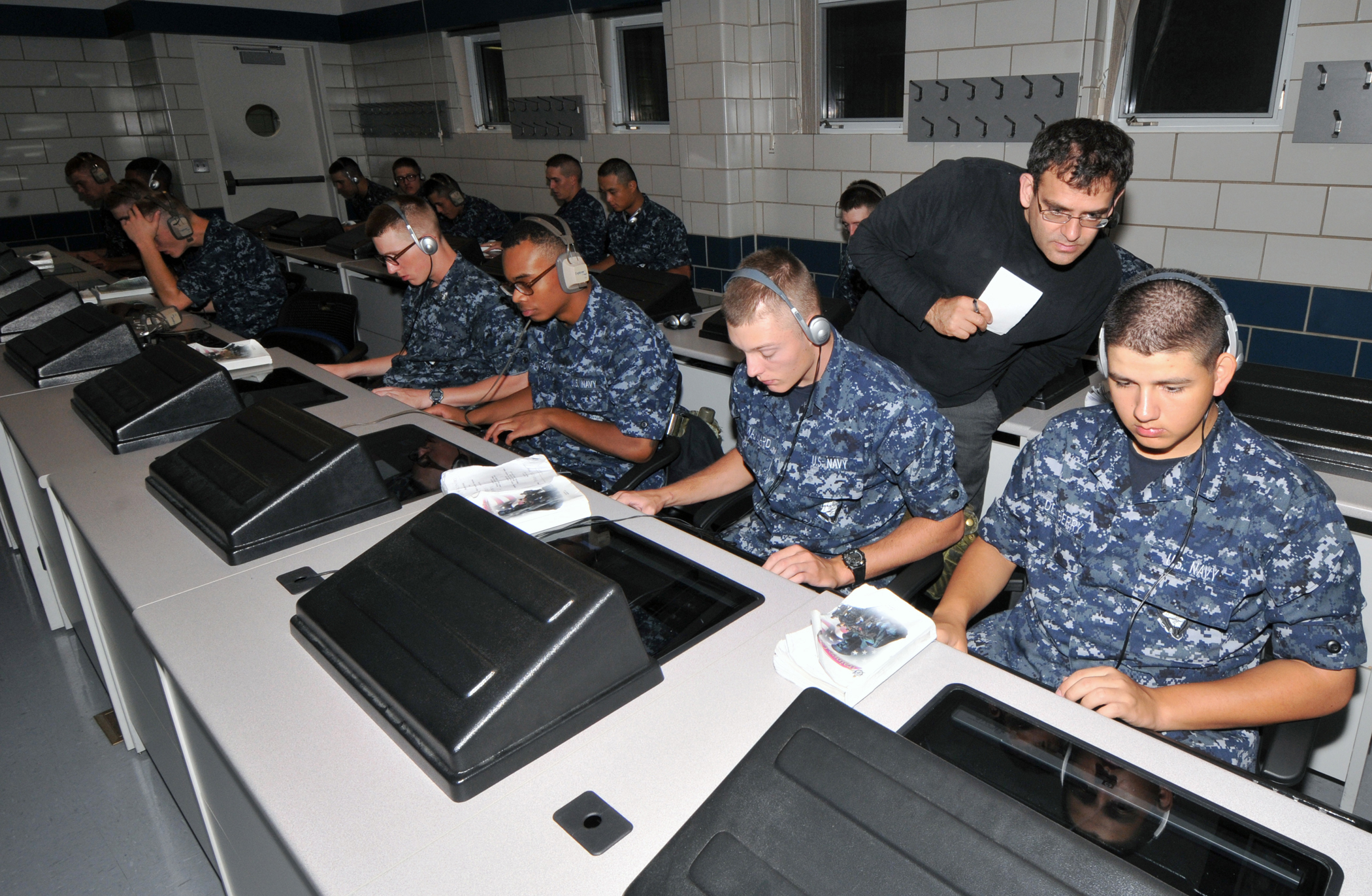
الدكتور طالب حسين، أحد الباحثين في شركة بي بي إن للتكتولوجيا يراقب عمل نظام المُحاكاة الخاصّ بتدريبات البحرية الأميركيّة.

لشركة بي بي إن للتكنولوجيا إسهامات بارزة في مجال شبكات الحاسب، أهمها تصميم وتنفيذ شبكة الأربانت، وتطوير البريد الإلكترونيّ الشخصيّ مع فكرة استخدام @ في عناوين البريد الإلكترونيّ، وتطوير أول مُوّجه للشبكات التي تدعم الإصدار الرابع من بروتوكول الإنترنت (IPv4) والذي سُمي مُعالج رسائل المنفذ (IMP)، بالإضافة إلى تطوير مشروع سُمي الأنبوب الصوتي (Voice Funnel)، وهو شكل بدائي من أشكال نقل الصوت عبر بروتوكول الإنترنت (VoIP).
من اختراعات الشركة الأخرى المعروفة المرتبطة بالحاسب لغة اللوغو ونظام تشغيل توبس 20 (TOPS-20) ولعبة مغامرة الكهف الهائل (Colossal Cave Adventure)  وأول بروتوكول توجيه عامل بخوازمية حالة الوصلة (Link-State Routing Protocol). وهي أيضاً معروفة بتطوير أنظمة المُعالجة التفرعيّة مثل معالج بلوري باص (Pluribus) وحواسب باترفلاي (Butterfly)  والتي استخدمت على نطاق واسع في إنجاز المُحاكيّات الخاصّة بالبحرية الأميركية. كما طوّرت الإصدار الأول من برنامج الإحصائيات كرورنرستون (Cornerstone ).
كانت بي بي إن للتكنولوجيا أول شركة في محتصة في مجال الشبكات تحصل على رقم نظام مُستقل (Autonomous System Number)، هو (AS1)، بسبب استحواذ ليفل 3 للاتصالات على شركة جينيوتي، فهي الشركة التي تُشرف على هذا النظام المستقل.
تقود الشركة اليوم عدداً من الأبحاث الرائدة في مجالات عديدة منها الفيزياء الكميّة والحوسبة السحابية والأمن الرقمي وأنظمة الحساسات. وهي جزء من مشروع البيئة العالميّة للابتكارات الشبكيّة (Global Environment for Network Innovations GENI) الخاصّ بمؤسسة العلوم القوميّة مع تقديمها منحة بقيمة 11.5 مليون دولار لثلاثة وثلاثين فريق أكاديميّ وصناعيّ.